# Oberhausen (bei Peißenberg)

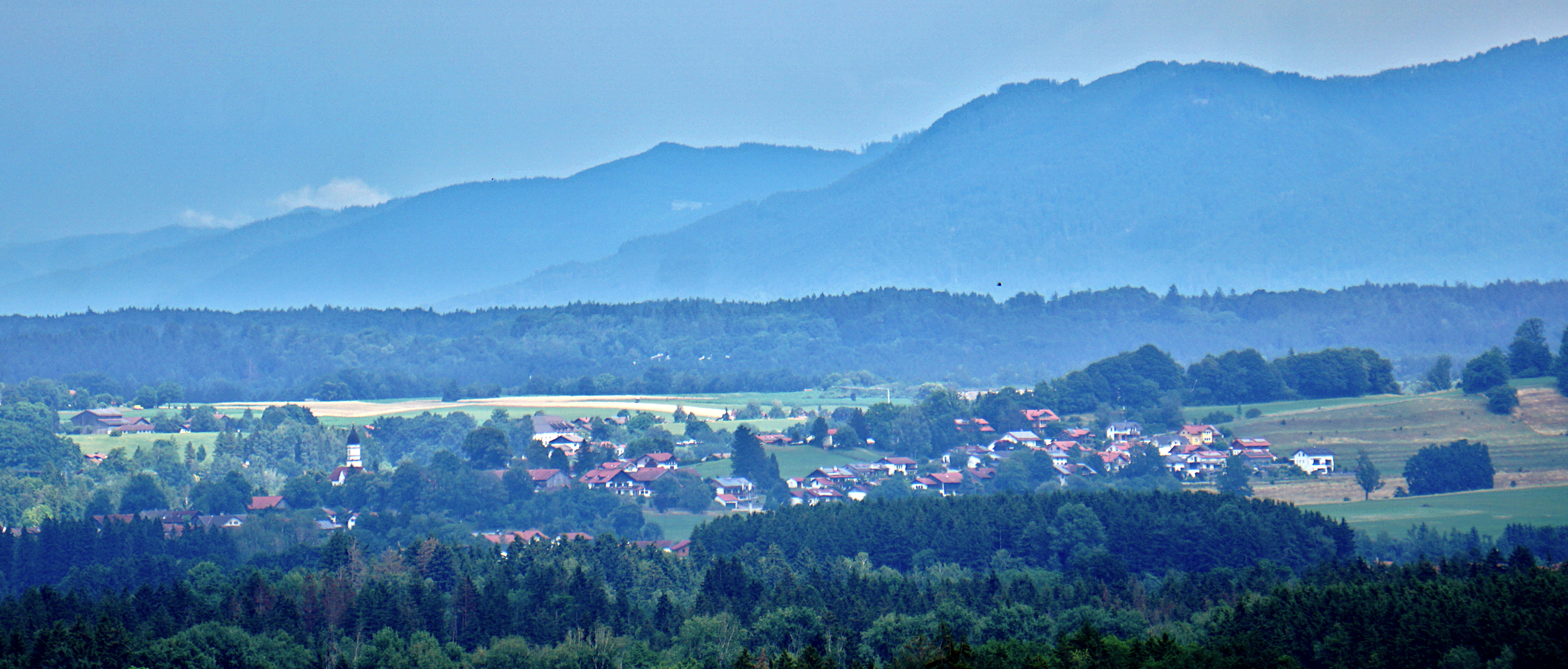
Oberhausen von Westen aus gesehen

Oberhausen ist eine Gemeinde im oberbayerischen Landkreis Weilheim-Schongau.

## Geografie

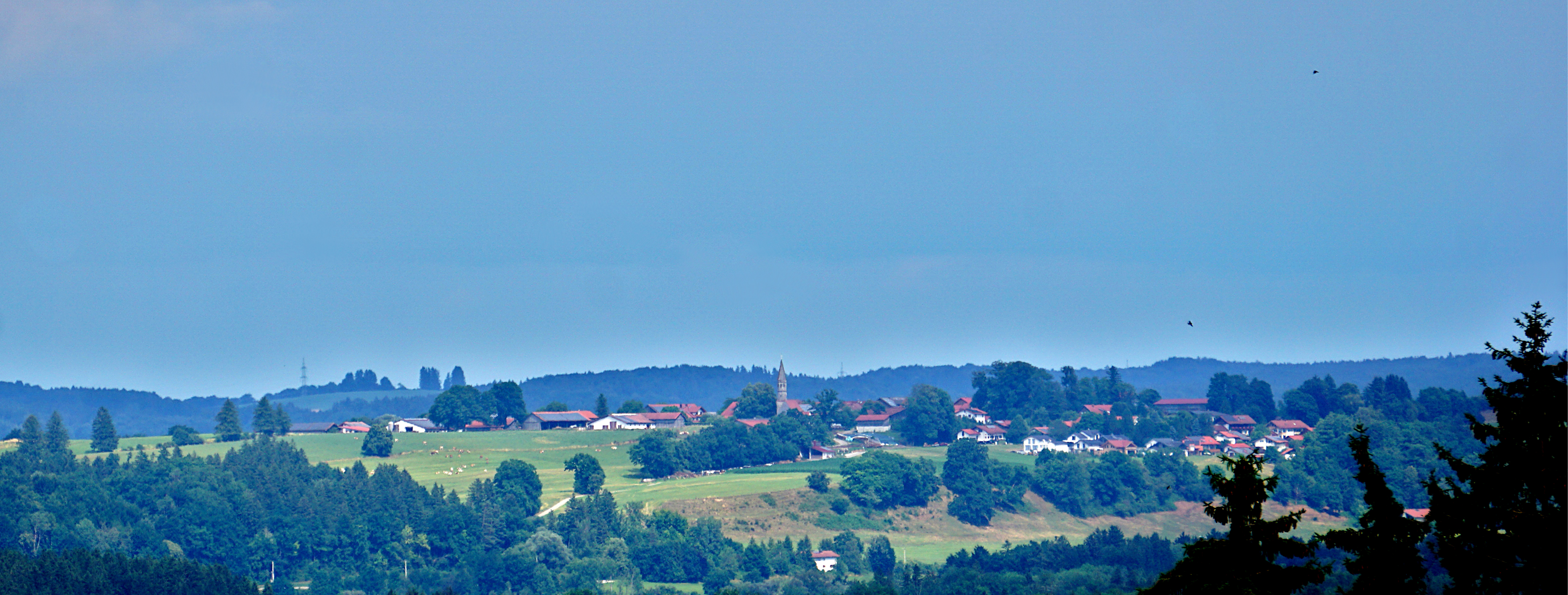
Ortsteil Berg von Westen aus gesehen

Die Gemeinde liegt im Pfaffenwinkel zwischen Murnau und Weilheim in Oberbayern. Durch den Ort fließt der in Huglfing entspringende Hungerbach.
Es gibt nur die Gemarkung Oberhausen.
Es gibt neun Gemeindeteile (in Klammern ist der Siedlungstyp angegeben):
- Achberg (Einöde)
- Berg (Kirchdorf)
- Eyach (Weiler)
- Kirnberg (Einöde)
- Kreilhof (Weiler)
- Maxlried (Dorf)
- Oberhausen (Pfarrdorf)
- Sankt Nikolaus (Einöde)
- Thalhausen (Weiler)

## Geschichte

### Bis zur Gemeindegründung
Der Ort wurde mehrere Jahrhunderte lang „Hausen unterm Wildenberg“ oder „Hausen bei Wildenberg“ genannt. Oberhausen wurde erstmals 950 urkundlich erwähnt durch den Gemeindeteil Berg, der zu dieser Zeit im Besitz des Bistums Brixen war. 1133 wurde Besitz in Berg zur Ausstattung des neu gegründeten Augustinerchorherrenstifts Rohr verwendet. Auf dem sogenannten Schlossberg südwestlich von Oberhausen befindet sich der mittelalterliche Burgstall Willenberg, den die seit etwa 1170 hier ansässigen Edlen von Weilheim zu einer Höhenburg ausgebaut haben. Sie nannten sich die „Edlen von Husen“ (Hausen). Der letzte Dorfadlige starb 1420. Der Gemeindeteil Berg hatte bis zum 13. Jahrhundert ebenfalls eigenen Dorfadel; sie wurden die Adligen von Perge genannt. Oberhausen und Berg gehörte zusammen mit Huglfing zum ehemals reichsunmittelbaren Kloster Ettal des Kurfürstentums Bayern.
Mit dem Gemeindeedikt von 1818 entstand die Gemeinde Oberhausen, die zum Landgericht Weilheim gehörte.

### Eingemeindungen
Im Zuge der Gebietsreform in Bayern wurden am 1. Januar 1978 Gebietsteile der aufgelösten Gemeinde Ammerhöfe mit damals weniger als 40 Einwohnern eingegliedert.

### Einwohnerentwicklung
Zwischen 1988 und 2018 wuchs die Gemeinde von 1564 auf 2074 um 510 Einwohner bzw. um 32,6 %.
| Jahr          | 1840 | 1871 | 1900 | 1925 | 1939 | 1950 | 1961 | 1970 | 1987 | 1991 | 1995 | 2000 | 2005 | 2010 | 2015 | 2020 |
| Einwohnerzahl | 538  | 574  | 590  | 764  | 789  | 1279 | 1202 | 1207 | 1503 | 1739 | 1907 | 2008 | 2131 | 2103 | 2063 | 2106 |

## Politik

### Bürgermeister
Ehrenamtlicher Erster Bürgermeister ist Rudolf Sonnleitner (Parteifreie Wählerschaft Oberhausen). Er ist seit 25. April 2022 im Amt.

### Gemeinderat
| Gemeinderatswahl Oberhausen 2020Wahlbeteiligung: 73,6 % 3020100 29,9 %20,9 %17,6 %15,6 %9,6 %6,4 % PWOaÖDPTuFcCSU/PfdSPD/UWeGrüneGewinne und Verlusteim Vergleich zu 2014 %p 25 20 15 10 5 0 −5−10−4,5 %p+20,9 %p−6,7 %p−8,4 %p−7,6 %p+6,4 %pPWOÖDPTuFCSU/PfSPD/UWGrüneAnmerkungen:a Parteifreie Wählerschaft Oberhausenc Tradition und Fortschrittd CSU/Parteifreiee SPD/Unabhängige Wählerschaft | Sitzverteilung im Gemeinderat Oberhausen seit 2020Insgesamt 14 Sitze - Grüne: 1 - SPD/UW: 1 - ÖDP: 3 - PWO: 4 - TuF: 3 - CSU/Pf: 2 |

Die Gemeinderatswahlen seit 2014 ergaben folgende Stimmenanteile bzw. Sitzverteilungen:
| Partei/Liste                              | 2014            |               | 2020   | 2020 |
| Partei/Liste                              | Sitze           | Stimmenanteil | Sitze  |      |
| CSU/Parteifreie                           | 3               | 15,6 %        | 2      |      |
| Grüne                                     | –               | 06,4 %        | 1      |      |
| SPD/Unabhängige Wählerschaft              | 3               | 09,8 %        | 1      |      |
| Parteifreie Wählerschaft Oberhausen (PWO) | 5               | 29,9 %        | 4      |      |
| Tradition und Fortschritt                 | 3               | 17,6 %        | 3      |      |
| ÖDP                                       | –               | 20,9 %        | 3      |      |
| Gesamt                                    | 14              |               | 14     |      |
| Wahlbeteiligung                           | Wahlbeteiligung | 73,6 %        | 73,6 % |      |

### Verwaltung
Die Gemeinde ist Mitglied der Verwaltungsgemeinschaft Huglfing.

### Wappen
| Wappen von Oberhausen | Blasonierung: „In Rot drei schmale gebogene silberne Balken, darunter schräg gekreuzt eine goldene Ähre und ein goldener Hammer.“ |
| Wappen von Oberhausen | Wappenführung seit 1966. |

## Baudenkmäler
- Katholische Pfarrkirche St. Mauritius

## Wirtschaft und Infrastruktur

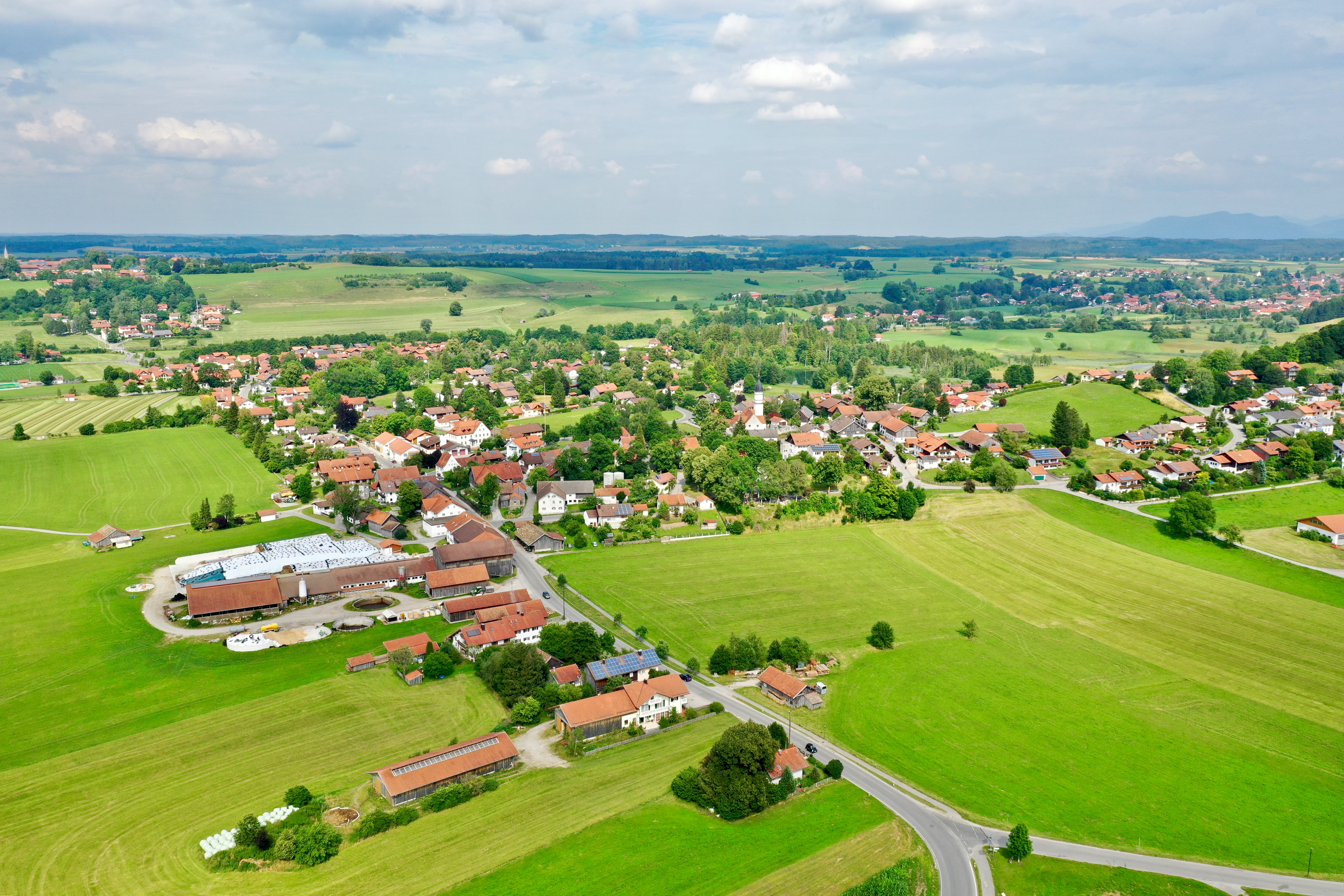
Luftbild von Oberhausen

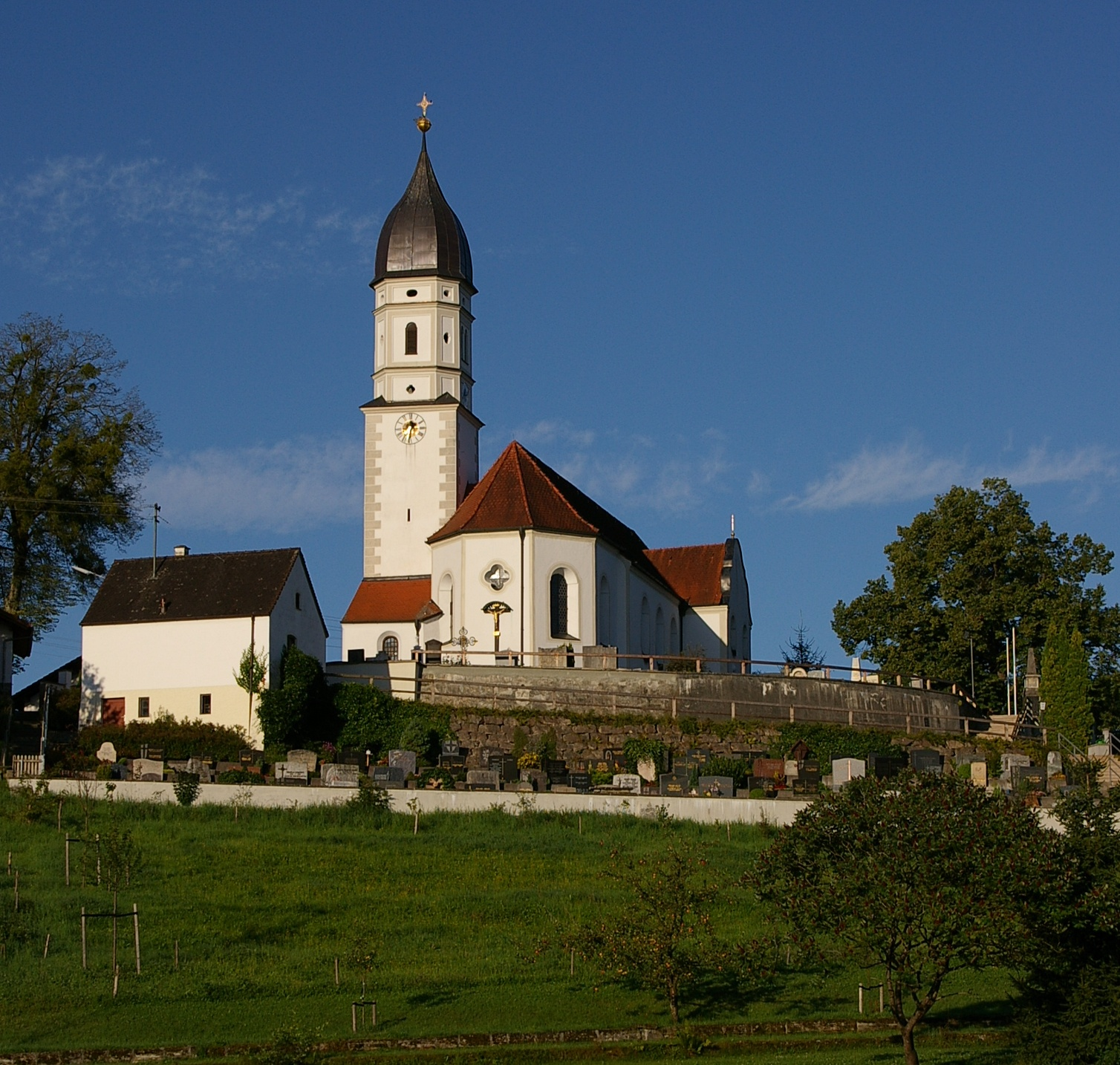
Kirche St. Mauritius in Oberhausen

### Wirtschaft einschließlich Land- und Forstwirtschaft
Es gab 2023 nach der amtlichen Statistik insgesamt 162 sozialversicherungspflichtig Beschäftigte am Arbeitsort. Sozialversicherungspflichtig Beschäftigte am Wohnort gab es insgesamt 698. Im verarbeitenden Gewerbe gab es keine, im Bauhauptgewerbe vier Betriebe.
Zudem bestanden im Jahr 2020 21 landwirtschaftliche Betriebe mit einer landwirtschaftlich genutzten Fläche von 897 ha. Davon waren 14 ha Ackerfläche und 817 ha Dauergrünfläche.

### Verkehr
Das Dorf Oberhausen liegt direkt an der Bundesstraße 472 zwischen Schongau und Bad Tölz. Die Bundesstraße 2 verläuft nur wenige Kilometer östlich des Orts. Der nächste Autobahnanschluss ist Sindelsdorf (A 95) etwa 25 km in südöstlicher Richtung. Der nächste Bahnhof liegt zwischen Oberhausen und Huglfing. Er liegt an der Werdenfelsbahn, die zwischen München und Garmisch-Partenkirchen verläuft.

### Bildung
Seit 1974 befindet sich Oberhausen mit den Orten Huglfing und Eglfing im Schulverband Huglfing. Die Schüler besuchen demnach die Grund- und Mittelschule in Huglfing (Mittelschule erst seit dem 1. September 2008).
Es gibt folgende Einrichtungen:
Das "Kinderhaus am Storchennest" beherbergt insgesamt fünf Gruppen. Drei Kindergartengruppen mit bis zu 25 Kindern je Gruppe und zwei Kinderkrippengruppen mit bis zu 12 Kindern je Gruppe.

## Sport

### Vereine
- Der BSC Oberhausen von 1948 e. V.[14] ist ein Mehrspartensportverein mit den Abteilungen Fußball, Gymnastik, Handball, Ski, Stockschützen, Tennis und Volleyball. Das Frauenteam der Handballabteilung gehörte in der Vergangenheit mehrere Jahre der Handball-Landesliga (5. Liga) an.

## Persönlichkeiten
- Eugen Horber (1879–1933), Verwaltungsjurist